# Leslie Comrie
Leslie John Comrie (15 de agosto de 1893 – 11 de diciembre de 1950) fue un astrónomo neozelandés, pionero en la computación mecánica mediante el uso de sistemas de tarjetas perforadas.

## Semblanza
Leslie John Comrie nació en Pukekohe (sur de Auckland), Nueva Zelanda, el 15 de agosto de 1893. Se graduó en la Universidad de Auckland, obteniendo la maestría con Honores en Química. Durante la Primera Guerra Mundial, a pesar de padecer una sordera severa,  entró en combate en Francia con la Fuerza Expedicionaria de Nueva Zelanda, y perdió su pierna izquierda en febrero de 1918 por el impacto de un obús británico. Mientras estaba convaleciente comenzó a utilizar una calculadora mecánica y tuvo la idea de modificar calculadoras comerciales para proyectos concretos.
En su época escolar en Nueva Zelanda,  Comrie se había hecho miembro de la Asociación Astronómica Británica, convirtiéndose en (1920–1922) en el primer director de la Sección de Cálculo de la institución. En 1923 obtuvo el doctorado en el Saint John College de la Universidad de Cambridge. Viajó a los EE. UU. para enseñar en el Swarthmore College, siendo pionero en 1924 en la Universidad Northwestern en la enseñanza del análisis numérico.  Regresó a Inglaterra para unirse a la Oficina del Almanaque Náutico en el Real Observatorio de Greenwich, donde obtuvo el cargo de superintendente diputado en 1926.
En abril de 1928 su artículo "On the Construction of Tables by Interpolation" (Sobre la Construcción de Tablas por Interpolación) describió el uso de equipos de tarjetas perforadas para interpolar tablas de datos, comparando este procedimiento con métodos menos eficaces y más propensos a la producir errores, como los dispositivos mecánicos basados en calculadoras de ruedas dentadas de la marca Brunsviga. También en 1928,  fue el primero en utilizar tarjetas perforadas para efectuar cálculos científicos, empleando transformadas de Fourier para calcular los principales términos del movimiento de la Luna para el período 1935-2000, mejorando las predicciones de Ernest William Brown.
Wallace J. Eckert, un estudiante americano de Brown en la Universidad de Columbia, posteriormente utilizó los vastos recursos de la empresa IBM para mejorar las predicciones incluso más allá.
Promovido a Superintendente de la Oficina del Almanaque Náutico en 1930, su poco convencional uso de las máquinas de cálculo causó tensiones con sus superiores, siendo suspendido en agosto de 1936.
Comrie fundó en 1937 la "Scientific Computing Service, Limited",  la primera compañía privada del mundo catalogada como Servicio de Informática Científica.
Durante la Segunda Guerra Mundial  encabezó un equipo de 30 científicos dedicados a informatizar trabajos de guerra, como la creación de tablas de bombardeo para los Aliados. Posteriormente informatizó las apuestas del fútbol británico.
Después de la guerra Comrie visitó los EE. UU. y Nueva Zelanda en 1948.
Fue elegido miembro de la Royal Society de Londres en marzo de 1950.
Es también recordado por su trabajo en astronomía, publicando artículos tanto científicos como populares, con una temática que abarcaba desde el pronóstico de eclipses hasta el rayo verde. Murió en Londres a los 57 años de edad el 11 de diciembre de 1950 después de una serie de derrames cerebrales. 
El cráter lunar Comrie (23.3N 112.7W) y el asteroide 3521 Comrie llevan su nombre, así como el laboratorio de computación de la Universidad de Auckland, nombrado en el 50 aniversario de su muerte.

## Publicaciones
- Comrie, L. J.; Levin, A.E. (1921). «Eclipse of Rhea by the shadow of Titan». Monthly Notices of the Royal Astronomical Society 81 (7): 486-487. Bibcode:1921MNRAS..81..486C. doi:10.1093/mnras/81.7.486.
- Comrie, L. J. (1928). «On the construction of, by interpolation tables». Monthly Notices of the Royal Astronomical Society 88 (6): 506-523. Bibcode:1928MNRAS..88..506C. doi:10.1093/mnras/88.6.506.
- «1928 March 9 meeting of the Royal Astronomical Society». The Observatory 81: 105-106. 1928. Bibcode:1928Obs....51..105..
- —— (1932). «The application of the Hollerith tabulating machine to Brown's tables of the moon». Monthly Notices of the Royal Astronomical Society 92 (7): 694-707. Bibcode:1932MNRAS..92..694C. doi:10.1093/mnras/92.7.694.
- —— (1933). «The computation of total solar eclipses». Monthly Notices of the Royal Astronomical Society 93 (3): 175-181. Bibcode:1933MNRAS..93..175C. doi:10.1093/mnras/93.3.175.
- —— (1933). «The total solar eclipse of 1940 October 1». Monthly Notices of the Royal Astronomical Society 93 (3): 181-184. Bibcode:1933MNRAS..93..181C. doi:10.1093/mnras/93.3.181.
- —— (1937). «The application of the Brunsviga twin 13Z calculating machine to the Hartmann formula for the reduction of prismatic spectrograms». The Observatory 60: 70-73. Bibcode:1937Obs....60...70C.
- Comrie, L. J.; Burrough, S. M. (December 1941). «Line of Planets». Popular Astronomy 49: 397-398. Bibcode:1941PA.....49..397C.
- Comrie, L. J. (December 1942). «Errors in Mathematical Tables». Nature 150 (3816): 738. Bibcode:1942Natur.150..738C. doi:10.1038/150738b0.
- —— (December 1949). «The Green (?) Flash (?)». Popular Astronomy 57: 42-43. Bibcode:1949PA.....57...42C.